# Nikolaos Kabasilas

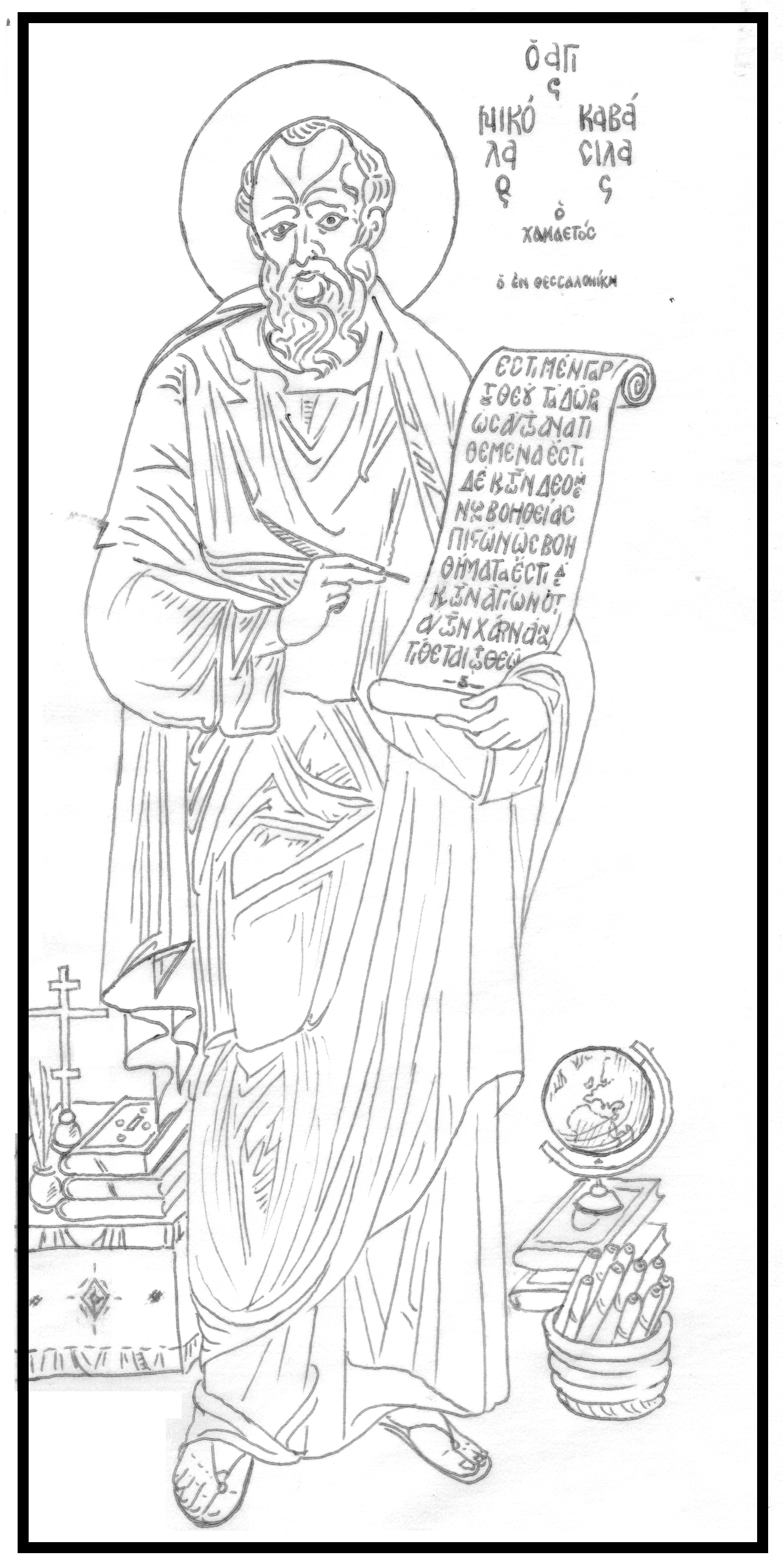
Nikolaos Kabasilas

Nikolaos Kabasilas (griechisch Νικόλαος Καβάσιλας; * um 1319/23; † nach 1391) war ein byzantinischer Theologe, Philosoph und Mystiker. Seit 1984 ist er Heiliger der griechisch-orthodoxen Kirche.

## Leben
Kabasilas wurde um die Jahre 1319/23 vermutlich in Thessaloniki geboren. Über sein genaues Geburtsdatum herrscht Unklarheit. Dem Familiennamen des Vaters (Chamaetos) zog er den Namen der Mutter (Kabasilas) vor. Nikolaos Kabasilas ist nicht zu verwechseln mit seinem Onkel Neilos Kabasilas (1361–1363), der Metropolit von Thessalonich war. Seine Ausbildung erhielt Kabasilas in Konstantinopel und verbrachte dort einen Großteil seines Lebens. Er war Theologe und Jurist und blieb sehr wahrscheinlich zeit seines Lebens Laie. Im Jahr 1353 war einer der vorgeschriebenen drei Kandidaten für den Patriarchenthron, unterlag jedoch Philotheos Kokkinos. Ein 1391 an Nikolaos Kabasilas adressierter Brief lässt vermuten, dass er in diesem Jahr noch am Leben war.
Kabasilas war Zeitgenosse von Johannes VI. Kantakuzenos und von Gregorios Palamas. Die Denkweise von Palamas und die seines Lehrers Dorotheos Vlates, der Hesychasmus, beeinflusste ihn maßgeblich.

## Werke
Für die allegorische Deutung und die Spiritualität der byzantinischen Liturgie auch heute noch wichtig sind seine beiden Hauptwerke Das Leben in Christus  (Περὶ τῆς ἐν Χριστῷ ζωῆς) und Erklärungen der Göttlichen Liturgie. Weniger bekannt sind seine Marianischen Homilien.

## Textausgaben und Übersetzungen
- Nicolas Cabasilas: La Vie en Christ. Introd., texte critique, trad., annotations et index par Marie-Hélène Congourdeau (Sources Chrétiennes 355 u. 361), Cerf, Paris 1989/90 (Nachdr. 2009), ISBN 978-2-204-09095-7; ISBN 978-2-204-09096-4.
- Nikolaos Kabasilas: Das Buch vom Leben in Christus. Übertragen von G. Hoch, eingeleitet von E. v. Ivánka, Christliche Meister 149, 3. Aufl., Johannes-Verlag, Einsiedeln 1991. ISBN 978 3 89411 299 8.
- Correspondance de Nicolas Cabasilas. Textes traduits et commentés par Marie-Hélène Congourdeau (Collection „Fragments“), Les Belles Lettres, Paris 2010. ISBN 978-2-251-74209-0.
- A commentary of the divine liturgy. Übersetzung J. M. Hussey, P. A. McNulty, London 1978.